# 新威
新威，是臺灣高雄市六龜區的一個傳統地域名稱，位於該鄉西南端。相較於今日行政區，其範圍大致包括新寮里、新威里、新興里西南半部、大津里西南端。

## 歷史
台灣日治初期，新威地區為一街庄，稱為「新威庄」，隸屬於港西上里。該庄西北與竹頭角庄為鄰，東北與六龜里庄為鄰，東邊及南邊隔荖濃溪與蕃地、舊藔庄為界，西邊為龍肚庄。
1901年（日治明治三十四年）11月，全台設置二十廳，該庄隸屬於蕃薯藔廳。1903年（明治三十六年）6月，該庄編入「龍肚區」，隸屬於蕃薯藔廳。1909年（明治四十二年）10月，合併二十廳為十二廳，該庄改編入「六龜里區」，隸屬於阿緱廳。1920年（大正九年），廢十二廳改設五州二廳，該庄改制為「新威」大字，隸屬於高雄州屏東郡六龜庄。11932年12月1日，六龜庄改劃入旗山郡。
戰後六龜庄改制為六龜鄉，隸屬於高雄縣，大字亦改制為村。1950年10月，高、屏分治，六龜鄉仍隸屬於高雄縣。
2010年12月25日，因高雄縣市合併為新直轄市高雄市，六龜鄉改制為六龜區，村亦改制為里。

## 聚落
本地區發展較早的聚落有新威、坪頂背、九兄弟、新藔、打鐵坑、燒灰坑、茶頂山等，在日治期初期的官方地圖上已有記載。

## 交通
省道台27甲線是六龜（實際起點在土壠）至新威的道路，全線在六龜區境內，其南側端點（終點）在本地區新威聚落南郊的省道台28線轉角路口。由此北行經新威聚落後可前往六龜區中部的土壠灣（土壠），並止於省道台27線路口。
省道台28線是湖內區湖內橋至茂林（實際終點為六龜區大津）的幹道，經過本地區新寮、九兄弟等聚落。由該道路西行可前往美濃區、旗山區、旗山區/內門區邊界、內門區/田寮區邊界、田寮區、阿蓮區、路竹區北部暨國道1號路竹交流道、湖內區，並止於省道台17線轉角暨台17甲線終點路口；東行可前往六龜區東南部的大津，並止於省道台27線路口。

## 學校
- 新威國小